# 馬場元二
馬場 元二（ばば もとじ、1919年2月11日 - 2015年5月14日）は、日本の経済学者。経済学博士。元札幌大学及び札幌大学女子短期大学部学長。

## 人物
福岡県八女市出身。1940年横浜専門学校高等商業科卒業。南満州鉄道調査部入社。1941年大日本帝国陸軍入隊。1945年復員。1951年九州大学経済学部卒業。1954年同大学院特別研究生修了。久留米大学商学部講師。1965年市邨学園短期大学商経科教授。1967年九州共立大学経済学部教授。1968年札幌大学経済学部教授。1969年学校法人札幌大学理事。1971年学校法人札幌大学理事長代理。1975年札幌大学学長に就任。1987年札幌大学学長・札幌大学女子短期大学部学長。学校法人札幌大学理事・評議員。1990年札幌大学退職。同名誉教授。

## 主要論文
- 『'市場価値'の概念』（久留米大学論叢, 人文・社会科学 6巻1号, 1955年）
- 『'抽象的労働'の概念』（久留米大学論叢, 人文・社会科学 6(1), 1955年）
- 『価値法則と生産価格』（経済と経営 11巻4号, 1981年）
- 『「資本論」冒頭商品の性格規定をめぐる論争批判』（経済と経営 16巻2号, 1985年）